# Mmm Mmm Mmm Mmm
„Mmm Mmm Mmm Mmm“ je singl kanadské folk rockové hudební skupiny Crash Test Dummies, uvedený na albu God Shuffled His Feet v roce 1993.

## Seznam skladeb

### CD maxi
1. „Mmm Mmm Mmm Mmm“ — 3:53
2. „Here I Stand Before Me“ — 3:07
3. „Superman's Song“ (živě z vystoupení v americkém rozhlasovém programu Mountain Stage)

### 7" singl
1. „Mmm Mmm Mmm Mmm“ — 3:53
2. „Here I Stand Before Me“ — 3:07

### Singl ve Spojených státech
1. „Mmm Mmm Mmm Mmm“ — 3:53
2. „Superman's Song“ (albová verze) — 4:31
3. „How Does a Duck Know?“ — 3:42

## Obsah skladby
Skladba pojednává o dětské osamělosti a bolesti, konkrétně o třech dětech. První dvě trpí fyzickou vadou. Jedná se o chlapce, jehož vlasy předčasně zešedivěly po prožitém šoku, druhou je pak dívka s tělem posetým mateřskými znaménky. Třetím je přísně vychovávaný chlapec nucený při mši tancovat a kymácet sebou.
Na koncertech je někdy třetí sloka hrána v alternativní verzi o chlapci, jehož matka mu zničila mandle vyjmuté tonzilektomií, čímž jej deprivovala, protože o nich nemohl vyprávět ve škole (v seveoramerických školách je do výuky zahrnuta metoda tzv. show and tell – „ukázat a mluvit,“ kdy si žák osvojuje veřejný přednes před třídou s donesenými předměty a hovoří o událostech, které zažil).

## Videoklip
Videoklip využil textu skladby jako scénáře pro sérii jednoaktovek hraných dětmi ze školy v rámci divadelního představení. Scény z jeviště jsou předělovány záběry na hudebníky doprovázející představení a do zákulisí.
První akt se odehrává na městské křižovatce a vypráví příběh chlapečka, který se na cestě do školy připletl do dopravní nehody. Ze síly nárazu jeho vlasy zbělaly.
Druhý akt pojednává o dívce, která se v šatně nikdy nechtěla s ostatními dívkami převlékat, až jednoho dne ji kamarádky – znázorněné jako detektivky v holmesovském oblečení donutily se převléknout, aby zjistily, že je její tělo poseto mateřskými znaménky.
Třetí akt vypráví o klukovi vychovávaném jeho přísnými rodiči. Při návštěvách kostela během mše sebou návštěvníci lomcují a tancují. Při scénce se hoch nervózně dívá z jeviště do publika na nevrlý a nabubřelý pár. Vzájemné pohledy naznačují, že to jsou právě oni tři, kteří se ztotožňují s obsahem vystoupení a nelibě chápou, že sloka pojednává o nich.

## Přijetí
Ačkoli se skladba po vydání stala velmi úspěšnou a zařadila se mezi stálice rozhlasového popu, často se umisťovala i v různých seznamech nejhorších písní. V žebříčku televizní hudební stanice VH1 nazvaném 50 nejstrašnějších písní všech dob obsadila 15. místo, časopis Rolling Stone ji uvedl jako „15. nejotravnější píseň“, magazín Blender ji zařadil na 31. příčku „50 nejhorších skladeb všech dob“ a později také AOL Radio do seznamu „100 nejhorších skladeb všech dob“.
Skladba obdržela nominaci na Grammy Award v kategorii nejlepší popové vystoupení vokálního dua či skupiny. Vítězem se stala píseň „I Swear“ od formace All-4-One.

## Použití v médiích
- „Weird Al“ Yankovic zparodoval skladbu v písni Headline News, která se věnovala třem známým událostem z let 1993–1994.
- Píseň se objevila v evropské edici videohry PlayStation 2 SingStar 90s.
- Píseň je součástí soundtracku filmu Blbý a blbější.
- Píseň zazněla v seriálech I Love the 90s, Odložené případy a Jak jsem poznal vaši matku.
- Cover verzi nahrála formace The Rock-afire Explosion.[6]

## Hitparády a prodejnost
Singl, který se stal nejúspěšnější skladbou kapely, se prosadil na 4. místo ve Spojených státech a na 2. místo ve Spojeném království. V hitparádě Modern Rock Chart obsadil 1. místo jak v Austrálii, tak ve Spojených státech.
V Kanadě singl nezaznamenal takový úspěch. Přestože během své kariéry se šest písní Crash Test Dummies šest umístilo v první desítce hitparády, tak „Mmm Mmm Mmm Mmm“ k nim nepatřila a nejvyšší pozicí pro ni se stala 14. příčka.

### Nejvyšší umístění v hitparádě
| Hitparáda (1994)                          | Vrchol |
| ----------------------------------------- | ------ |
| Australian ARIA Singles Chart             | 1.     |
| Rakouská singlová hitparáda               | 3.     |
| Kanada RPM Top 100                        | 14.    |
| Dutch Top 40                              | 4.     |
| Francouzská SNEP singlová hitparáda       | 5.     |
| German Singles Chart                      | 1.     |
| Irish Singles Chart                       | 3.     |
| New Zealand RIANZ Singles Chart           | 4.     |
| Norská singlová hitparáda                 | 1.     |
| Švédska singlová hitparáda                | 1.     |
| Švýcarská singlová hitparáda              | 7.     |
| UK Singles Chart                          | 2.     |
| U.S. Billboard Hot 100                    | 4.     |
| U.S. Billboard Hot Mainstream Rock Tracks | 25.    |
| U.S. Billboard Hot Modern Rock Tracks     | 1.     |
| U.S. Billboard Top 40 Mainstream          | 6.     |

### Umístění v celoroční hitparádě
| Hitparáda (1994)               | Umístění |
| ------------------------------ | -------- |
| Australská singlová hitparáda  | 14.      |
| Rakouská singlová hitparáda    | 11.      |
| Dutch Top 40                   | 29.      |
| Francouzská singlová hitparáda | 32.      |
| Švýcarská singlová hitparáda   | 19.      |
| U.S. Billboard Hot 100         | 35.      |

### Certifikace
| Stát               | Certifikace     | Datum            | Prodáno nahrávek |
| ------------------ | --------------- | ---------------- | ---------------- |
| Německo            | Zlatá deska     | 1994             | 150 000          |
| Norsko             | Platinová deska | 1994             | 10 000           |
| Spojené království | Stříbrná deska  | 1. května 1994   | 200 000          |
| Spojené státy      | Zlatá deska     | 4. července 1994 | 500 000          |